# Matylda (cesarzowa)

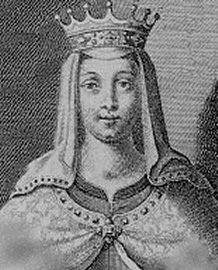
Cesarzowa Matylda

Matylda (ur. 7 lutego 1102 w Winchesterze, zm. 10 września 1167 w Rouen) – królewna angielska, pretendentka do tronu Anglii, królowa Niemiec w latach 1110–1117 i cesarzowa Świętego Cesarstwa Rzymskiego Narodu Niemieckiego w latach 1117–1125 jako żona Henryka V Salickiego, córka Henryka I Beauclerca oraz Edyty-Matyldy, hrabina Andegawenii jako żona Godfryda V Plantageneta, pani Anglików w 1141 r.

## Pochodzenie
Matylda urodziła się w lutym 1102 r. w Sutton Courtenay w Oxfordshire jako jedyna córka króla Anglii Henryka I i jego pierwszej żony, Edyty Matyldy. Rok później urodził się jej brat, Wilhelm; ponadto miała liczne przyrodnie rodzeństwo.
Ze strony ojca pochodziła z rodu Wilhelma Zdobywcy, natomiast jej babką macierzystą była Małgorzata Szkocka, siostra króla Anglii Edgara II, w związku z tym miała „podwójne” prawa do angielskiego tronu.
Jej ojczystym językiem był francuski normandzki, umiała również czytać po łacinie.

## Cesarzowa Niemiec
W wieku 7 lat została zaręczona z Henrykiem V, królem Niemiec od 1105 r. Posag królewny wynosił 10 tysięcy marek w srebrze. W 1110 r. opuściła Anglię aby udać się na dwór królewski do męża. W Utrechcie w marcu lub kwietniu 1110 r. odbyły się powtórne, formalne zaręczyny Matyldy i Henryka. 25 lipca 1110 r. w Moguncji została ukoronowana na królową Niemiec przez arcybiskupa Kolonii.
Matylda tuż po koronacji zamieszkała w Trewirze, gdzie nad jej edukacją czuwał arcybiskup Bruno, jeden z najbliższych współpracowników jej narzeczonego.
Henryk poślubił Matyldę w Wormacji 7 stycznia 1114 r. Uroczystość była pełna przepychu m.in. rolę świadków pełniło pięciu arcybiskupów, trzydziestu biskupów i pięciu książąt. Małżeństwo było uważane za zgodne i szczęśliwe.
W marcu 1116 Matylda towarzyszyła mężowi w podróży do Toskanii i Rzymu. Podczas jego nieobecności sprawowała funkcję regenta.
W 1117 r. w Niedzielę Wielkanocną lub w święto Zesłania Ducha Świętego arcybiskup Bourdin w papieskiej bazylice włożył na głowę Matyldy koronę cesarską. Mimo tego, iż nie była koronowana przez papieża, to do końca życia posługiwała się tytułem cesarzowej i tak też była nazywana przez sobie współczesnych (Mathilda Imperatrix).
Para cesarska nie miała dzieci, aczkolwiek kronikarz Hermann z Tournai zapisał, że cesarzowa urodziła dziecko, które żyło tylko kilka chwil. Henryk zmarł w 1125. Pięć lat wcześniej w katastrofie morskiej zginął jedyny brat Matyldy, Wilhelm Adelin. Matylda została wówczas uznana następczynią tronu.

## Hrabina Andegawenii
Po śmierci Henryka V Matylda powróciła do Anglii, a jej ojciec zaaranżował dla niej kolejne małżeństwo. 17 czerwca 1128 poślubiła w Le Mans w Andegawenii Godfryda V Plantageneta, hrabiego Andegawenii, syna Fulka V i Ermengardy, córki Eliasza I, hrabiego Maine. Matylda była starsza od swojego drugiego męża o 11 lat. Godfryd i Matylda mieli razem trzech synów:
- Henryk II, król Anglii
- Godfryd, hrabia Andegawenii i Nantes
- Wilhelm de Poitou, hrabia Poitou

Małżeństwo to nie należało do szczęśliwych. Wkrótce po ślubie Matylda uciekła od męża i wróciła na dwór ojca. Do Andegawenii powróciła w 1131. W 1133 urodziła pierwszego syna, Henryka, późniejszego króla Anglii. Drugi poród, w 1134, był bardzo ciężki i o mały włos nie doprowadził do śmierci Matyldy. Kiedy król Henryk odwiedził córkę i wnuki, pokłócił się ze swoim zięciem. Kiedy umarł, 1 grudnia 1135 Matylda z mężem przebywała w Andegawenii.

## Walka o koronę
W 1120 roku jedyny ślubny syn króla Anglii, Henryka I, utonął wraz z rozbitym statkiem. Matylda pozostała jedyną dziedziczką tronu. Król zmusił swój dwór do przysięgi, że będzie wspierać Matyldę, kiedy zostanie królową. Jednak trzy tygodnie po śmierci Henryka jego siostrzeniec, Stefan z Blois, zagarnął tron Anglii. Matylda, pragnąc odzyskać koronę, wypowiedziała mu wojnę nazywaną Anarchią. Poparcia udzielili jej król Szkocji Dawid I i przyrodni brat cesarzowej, Robert, 1. hrabia Gloucester. Stefana popierała hierarchia kościelna, papież Innocenty II, arcybiskup Canterbury Aethelnoth i arcybiskup Yorku, Thurstan. Ten ostatni odparł w sierpniu 1138 roku najazd Szkotów na Anglię.
Stefan popełnił wiele błędów i zraził do siebie większość stronników, natomiast Matylda szybko udowodniła, że jest zdolniejsza i bardziej bezwzględna niż jej przeciwnik. Przykładowo, kiedy wojska schwytały Matyldę, rycerski król zgodził się ją uwolnić. Gdy jednak później Stefan dostał się do jej niewoli (kwiecień 1141), zakuła go w łańcuchy i poniżyła. Mimo wielu przeciwników Matylda ogłosiła siebie „panią Anglików” (Lady of the English) i pojechała do Londynu na koronację. Jej determinacja i odwaga były uważane za nienaturalne u kobiety. W wigilię koronacji lud Londynu zbuntował się przeciwko niej i zmusił do ucieczki do Normandii. Karta wojny odwróciła się. Hrabia Gloucester dostał się w listopadzie 1141 do niewoli u zwolenników Stefana i został wymieniony na króla. Stefan stopniowo odzyskał władzę w Anglii i w 1142 obległ Matyldę w zamku Oksford. Matylda uciekła z oblężonego zamku podczas śnieżycy. Ubrana w biel, przemknęła się pomiędzy wrogimi żołnierzami i uciekła do Wallingford. W 1141 uciekła z zamku Devizes udając martwą i dzięki temu zdołała uciec przed wrogimi wojskami Stefana. Stefan ogłosił śmierć Matyldy.
W 1147 zmarł jej najwierniejszy stronnik, hrabia Gloucester. Matylda udała się do Francji. Stefan wygrał wojnę domową, ale jego rządy wciąż dalekie były od stabilizacji. W 1153 zmarł jego syn Eustachy IV z Boulogne. Jednocześnie najstarszy syn Matyldy, Henryk, zaatakował południe Anglii. Stefan zawarł więc z przeciwnikami traktat w Wallingford, w którym uznawał Henryka Plantageneta swoim następcą. Zmarł w 1154 i Plantagenet, pod imieniem Henryka II, wstąpił na tron Anglii.

## Ostatnie lata
Ostatnie lata życia Matylda spędziła w Rouen, gdzie posiadała swój własny dwór. Pośredniczyła również w sporach między swoimi dwoma najstarszymi synami, Henrykiem i Godfrydem. Zanim ten drugi zmarł nagle w 1158, trzykrotnie toczył wojnę ze swoim bratem. Serdeczne stosunki łączyły natomiast Henryka z jego najmłodszym bratem, Wilhelmem, który był ulubionym dzieckiem matki. Kiedy arcybiskup Canterbury Thomas Becket odmówił Wilhelmowi małżeństwa z dziedziczką hrabstwa Surrey, ten udał się na dwór matki, gdzie zmarł w 1164 roku.
Mimo używania tytułu „pani Anglików”, Matylda nigdy nie cieszyła się popularnością wśród ludu, który uznawał ją za zbyt obcą i zbyt wyniosłą. Władała trzema językami: francuskim, niemieckim i łaciną. Zmarła w Rouen i została pochowana w tamtejszej katedrze. Na jej grobie napisano: Wspaniała przez urodzenie, wspanialsza przez ślub, ale najwspanialsza przez swego potomka. Tu leży córka, żona i matka Henryków.